# Бет Мід
Бет Мід (англ. Beth Mead; нар. 9 травня 1995) —  англійська футболістка, нападниця жіночого футбольного клубу «Арсенал» та національної  збірної Англії.

## Кар'єра
Найкращий молодий гравець року за версією ПФА (2016), двічі найкращий молодий гравець року у збірній Англії за версією Футбольної асоціації (2015, 2018), найкращий бомбардир Англійської суперліги сезону 2015. 
Найкращий гравець та бомбардир Чемпіонату Європи 2022 (спільно з Александрою Попп). 
В 2022 році Бет Мід була однією з номінанток на Золотий м'яч, але посіла друге місце. 

## Досягнення
Сандерленд
- Жіноча Прем'єр-ліга: 
  -  Переможниця (2): 2011–12, 2012–13
- Жіноча Суперліга 2: 2014
  -  Переможниця (1): 2014
- Кубок Прем'єр-ліги серед жінок:
  -  Переможниця (1):  2011–12

Арсенал
- Чемпіонат Англії
  -  Переможниця (1): 2018—19
- Кубок Англійської ліги
  -  Володарка (3): 2017–18, 2022–23, 2023–24

Англія
- Чемпіонат Європи
  -  Переможниця (2): 2022, 2025